# Xavier Castellana i Gamisans
Xavier Castellana i Gamisans, né le 14 octobre 1976, est un homme politique espagnol membre de la Gauche républicaine de Catalogne (ERC).

## Biographie

### Profession
Il est informaticien.

### Activités politiques
Il est élu conseiller municipal de Riner en 2007.
Le 26 juin 2016, il est élu sénateur pour Lleida au Sénat et réélu lors des deux scrutins suivants.